# Osmeroides
Pour le sous-ordre de poissons téléostéens, voir Osmeroidei.
Genre
Osmeroides est un genre fossile de poissons à nageoires rayonnées de l’ordre des Elopiformes qui ont vécu au cours du Crétacé.

## Répartition
Des restes fossiles d’Osmeroides ont été mis au jour au Canada, en Tchéquie, en Belgique, au Royaume-Uni, en Allemagne, en Grèce, au Liban, et au Maroc.

## Liste des espèces
Selon GBIF (1er novembre 2023) :
- † Osmeroides belgicus Winkler, 1874
- † Osmeroides brevis Davis, 1887
- † Osmeroides insignis (Delvaux & Orlieb, 1844)
- † Osmeroides latifrons Woodward, 1907
- † Osmeroides latus Davis, 1887
- † Osmeroides levis Woodward, 1901
- † Osmeroides maximus Davis, 1887
- † Osmeroides megapterus (Pictet, 1850)
- † Osmeroides minor Davis, 1887
- † Osmeroides ornatus Hay, 1903
- † Osmeroides vinarensis Bayer, 1905

## Classification
Le nom valide complet (avec auteur) de ce taxon est Osmeroides Agassiz, 1834,,.

### Publication originale
- [1835] Louis Agassiz, Feuilleton Additionnel aux Recherches sur les Poissons Fossiles, 1835, 21-64 p.